# Ле Борг, Реджинальд
Реджинальд Ле Борг (англ. Reginald Le Borg), имя при рождении Реджинальд Гробель (нем.  Reginald Grobel; 11 декабря 1902 — 25 марта 1989) — австрийский кинорежиссёр, работавший в Голливуде с 1936 по 1974 год.
Среди наиболее популярных фильмов, поставленных Ле Боргом, «Вызывая доктора Смерть» (1943), «Призрак мумии» (1944), «Судьба» (1944), «Глаза мертвеца» (1944), «Странная женщина» (1944), «Козёл отпущения» (1947), «Чёрное бездействие» (1956), «Остров вуду» (1957) и «Дневник сумасшедшего» (1963).

## Ранние годы жизни и начало карьеры
Реджинальд Ле Борг родился 11 декабря 1902 года в Вене, Австро-Венгрия (ныне Австрия). Он был старшим из трёх сыновей в семье банкира. Ле Борг получил университетское экономическое образование, а также в течение года изучал музыкальную композицию на семинаре Арнольда Шонберга. После завершения образования Ле Борг пошёл в семейный банковский бизнес, и в качестве представителя своего отца ездил в командировки с Прагу, Гамбург и Париж для проведения деловых переговоров. Во время двухлетнего пребывания в Париже он учился в Сорбонне.
В середине 1920-х годов Ле Борг был направлен в Нью-Йорк, чтобы продать там по поручению отца коллекцию картин. Оставшись в Нью-Йорке, он поработал в нескольких банках и брокерских домах, а также в рекламном агентстве.
С крушением биржи в 1929 году рухнуло и состояние семьи Ле Борга, и интерес Реджинальда к финансовой деятельности развеялся. Он вернулся в Европу и к своей первой любви, сцене. Он учился и работал в школе знаменитого театрального импресарио Макса Рейнхардта в Вене, а позднее посвящал немало времени постановке опер и музыкальных комедий в провинциальных театрах в Центральной Европе

## Голливудская карьера в 1930—1940-е годы
Прибыв в начале 1930-х годов в Голливуд, Ле Борг стал играть эпизодические роли в фильмах студий Paramount Pictures и Metro, а затем поставил оперные сцены в хитовых фильмах-операх с участием певицы Грейс Мур «Одна ночь любви» (1934) и «Люби меня вечно» (1935), а также других фильмов на оперную тематику на Fox, Paramount и United Artists.
В период с 1936 по 1943 год в качестве режиссёра короткометражных фильмов Ле Борг поставил 29 музыкальных короткометражек, наиболее памятные среди которых «Свинговое бандитство» (1936), «Лучшие годы девушки» (1936), «Колокольчики» (1941) и «Лампа памяти» (1942).
После работы в качестве постановщика музыкальных сцен таких фильмов, как «Большой вальс» (1938) на Metro-Goldwyn-Mayer, «Интермеццо» (1939) и «Они получат музыку» (1939) на студии Селзника, Ле Борг получил постоянную работу на Universal, где также начал с постановки музыкального номера в комедии «Свингуй, солдат» (1941).
После 18-месячной службы в армии в 1943 году Ле Борг возобновил карьеру на Universal, однако на этот раз в качестве полноценного контрактного режиссёра. Первыми режиссёрскими работами Ле Борга стали три ленты из нового цикла фильмов ужасов «Святая святых», который был основан на одноимённом популярном радиосериале. Как пишет историк кино Дэвид Кэлат, все фильмы цикла (с небольшими нюансами) строились по одной простой формуле. Лон Чейни-младший (исполнитель главной роли во всех фильмах цикла) играет уважаемого члена сообщества (обычно какого-нибудь врача), попавшего в жаркий любовный треугольник. Таинственная смерть навлекает подозрения на Чейни. Весьма нестандартные персонажи и, казалось бы, паранормальные события занимают среднюю часть картины, прежде чем экстраординарные события не оказываются мистификацией. Не забудьте неожиданный сюжетный поворот в самом конце и постарайтесь уложиться в 60 минут времени (в конце концов, это были фильмы категории B, предназначенные составить пару значимой картине на сдвоенных киносеансах).
Ле Борг открыл цикл в 1943 году фильмом «Вызывая доктора Смерть» (1943), за которым последовали ленты «Странная женщина» (1944) и «Глаза мертвеца» (1944) . Во всех трёх фильмах повествование ведётся шёпотом от лица героя Чейни, что должно указывать на то, что он делится своими самыми сокровенными мыслями. По мнению Кэлата, самым слабым в трилогии стал фильм «Вызывая доктора Смерть» (1943), где Чейни выступает в роли гипнотерапевта, доктора Марка Стила, который ненавидит свою стервозную, неверную жену до такой степени, что готов убить её. Одновременно он влюбляется в свою ассистентку Стеллу (Патрисия Морисон). Когда жену находят убитой, доктор Стил оказывается главным подозреваемым. Он и сам себя подозревает, так как в ночь убийства пережил временное умственное затмение и ничего не помнит. В конечном итоге, загипнотизировав Стеллу, Марк выясняет, что она организовала убийство и кражу денег из офиса Марка, подставив в преступлениях любовника его жены. Непрерывный закадровый рассказ, сопровождаемый звуками органа в первом фильме явно указывает на его радиопроисхождение, однако несколько забавных экспрессионистских сцен сновидений и живая игра Дж. Кэррола Нэша в роли детектива существенно оживляют картину.
Фильм «Странная женщина» (1944), по мнению Кэлата, стал самым сильным в этом цикле. На этот раз Чейни-играет профессора социологии Нормана Рида, которого преследуют влюблённые студентки. Между тем возникает конфликт между его новой невестой Полой (Энн Гвин) и его бывшей женой (Эвелин Анкерс). Ситуацию усугубляет то, что Пола — это «жена-ведьма» с острова, где правит дух вуду. Как отмечает критик, благодаря сочетанию идей из фильма «Я гуляла с зомби» (1943) с сюжетными ходами мыльной оперы и интригами в академической среде, «Странная женщина» представляет собой пьянящий коктейль, наполненный многочисленными яркими персонажами.
Фильм «Глаза мертвеца» рассказывает об ослепшем в результате несчастного случая художнике Дейве Стюарте (Чейни), которому пожилой отец его невесты завещает свои роговицы после смерти. Когда отец вскоре умирает, Дейва начинают подозревать в его убийстве. После ещё одного убийства Дейв, к которому после операции вернулось зрение, вычисляет и задерживает убийцу. По мнению историка кино Ханса Воллстейна, «эта малая мелодрама представляет собой элементарный детектив, сыгранный заметно усталыми контрактными актёрами студии. Специалист по низкобюджетным фильмам Ле Борг умел создавать успешные странные картины, но это не одна из них». По словам Воллстейна, «серия „Святая святых“, состоящая из шести фильмов, была очень неровной, и „Глаза мертвеца“ по качеству попадают точно в её середину».

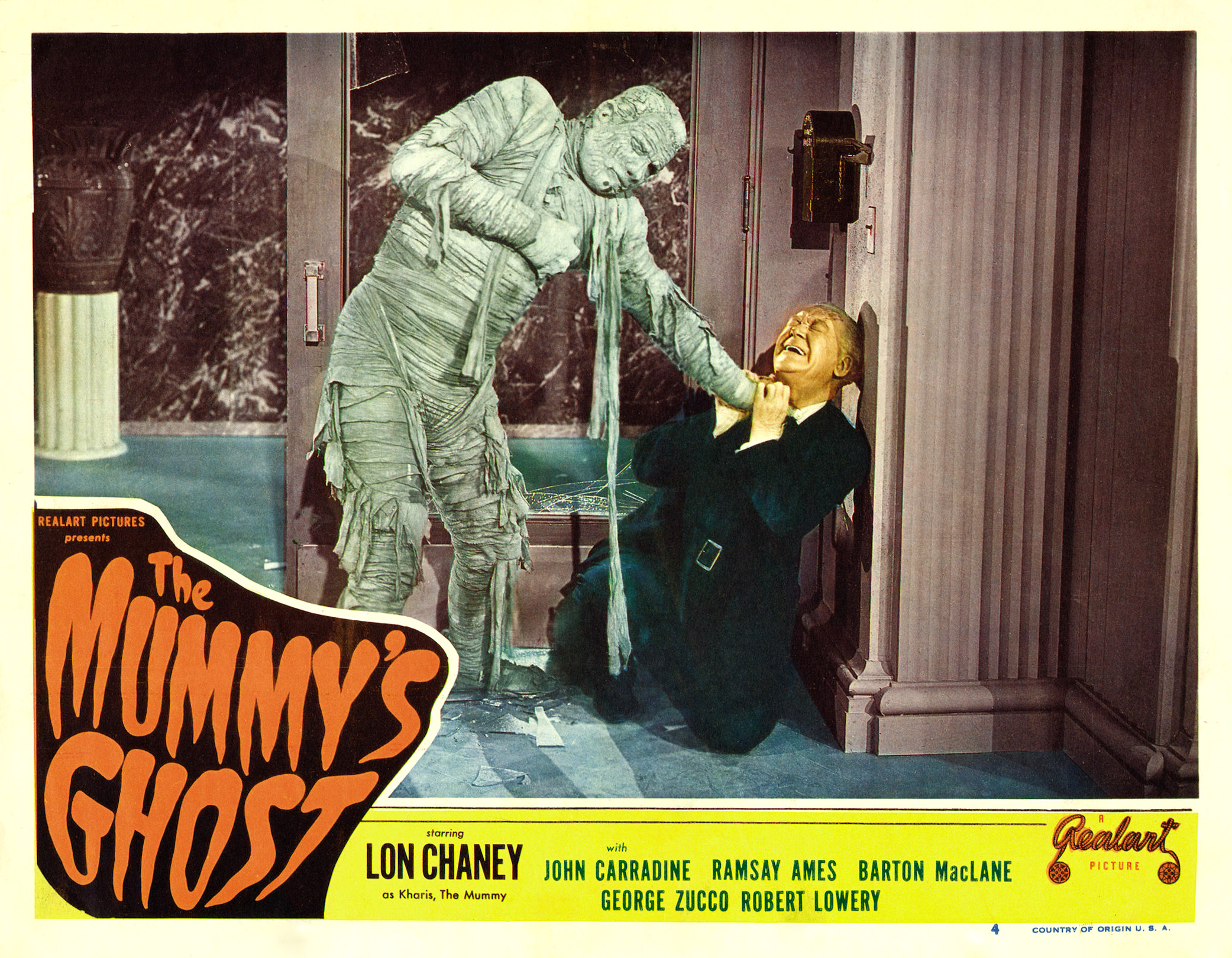
Рекламная карточка фильма «Призрак мумии» (1944)

По словам историка кино Гленна Эриксона, фильм «Призрак мумии» (1944) стал третьим и самым лучшим фильмом трилогии студии Universal о мумии. В Египте верховный жрец (Джордж Зукко) направляет своего агента Юсефа Бея (Джон Карадайн) в американский городок Мейплтон, поручив ему воссоединить неумирающую мумию Хариса с его пропавшей возлюбленной Ананкой. В финале предыдущей картины «Могила мумии» (1942) Харис погиб в пожаре. Профессор из Мейплтона обрекает себя на смерть, когда начинает эксперименты с листьями растения тана. Волшебный эликсир выводит Хариса из его укрытия в лесах. Студентка по обмену Амина (Рэмзи Эймс), местная красавица египетского происхождения, устанавливает экстрасенсорную связь с Харисом, из-за чего у неё появляется белая полоса в волосах. Опасный Юсеф Бей прибывает, чтобы поставить Хариса под свой контроль. Он проникает в нью-йоркский музей, чтобы переселить душу Ананки в тело Амины, и успешно похищает Амину. Мгновенно влюбившись в неё, Юсеф наивно пытается оставить Амину себе. Друг Амины Том (Роберт Лауэри) не успевает вмешаться, и Харис затаскивает Амину на болото. По мнению кинокритика Ханса Воллстейна, фильм «совсем не плох, однако даже спецэффекты и достаточно свежая идея о том, что волосы Амины белеют на глазах, не могут скрыть тот факт, что франшиза „Мумия“ на Universal к 1944 году уже страдала от тяжелой усталости. В конце концов, сколько раз можно рассказывать одну и ту же историю? Постановка была поручена Реджинальду Ле Боргу, типичному малобюджетному подёнщику, и имела продолжительность всего 61 минуту, что свидетельствует о низких ожиданиях от картины. Однако фильм здорово выигрывает от присутствия всегда интересного Джона Кэррадайна, а изысканная Рамзи Эймс, безусловно, намного лучше совсем слабой в актёрском плане Акванетты, которую она заменила в последний момент. По мнению Воллстейна, фильм является, возможно, самым слабым в серии из четырех картин о мумии, выступая как пример театрализованности и эскапизма, характерного для студии Universal в период Второй мировой войны».
Лучшей режиссёрской работой Ле Борга на студии Universal стала, по мнению Хэла Эриксона, причудливая комедия «Сан-Диего, я люблю тебя» (1944), известная также тем, что это единственный голливудский фильм в котором Бастер Китон улыбнулся. «Это был самый дорогой и самый успешный фильм Ле Борга».
Криминальная мелодрама «Судьба» (1944), поставленная Ле Боргом совместно с французским режиссёром Жюльеном Дювивье, рассказывала о человеке (Алан Кёртис), подставленном в нескольких преступлениях, который скрывается на уединённой ферме, принадлежащей доброму старому фермеру и его слепой дочери (Глория Джин), которая видит в людях только хорошее. Сначала преступник планирует ограбить пару и сбежать, но затем под влиянием девушки исправляется к лучшему и остаётся. Как отмечено в рецензии журнала TV Guide, удивительно, но у этого фильма с его сказочным сочетанием красоты, мистики и ужаса, в своё время было так мало поклонников..

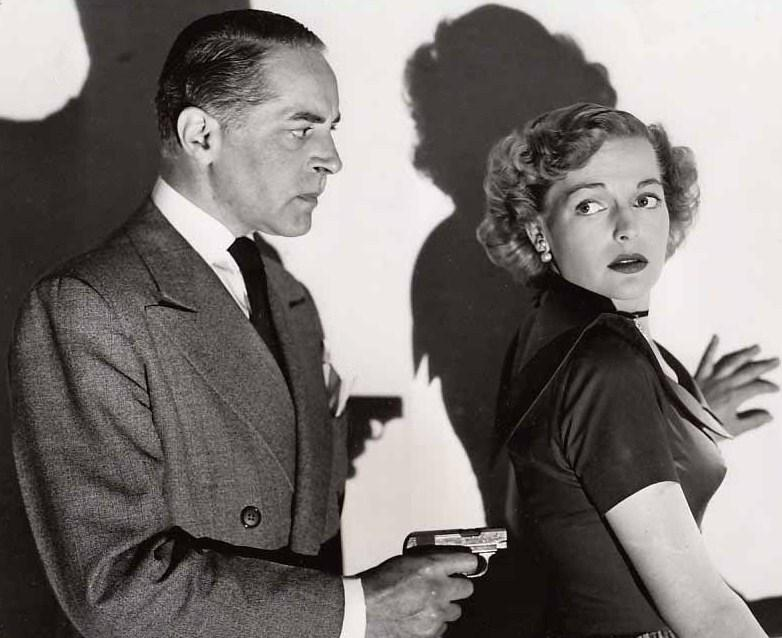
Рекламное фото фильма «Джо Палука: контрудар» (1949)

Как отмечает Хэл Эриксон, начиная с 1945 года, Ле Борг работал на таких второсортных студиях, как Monogram Pictures и Lippert. В частности, в период с 1946 по 1951 год Ле Борг поставил на Monogram семь фильмов о боксёре Джо Палуке.
Также на Monogram Ле Борг поставил фильм нуар «Козёл отпущения» (1947), герой которого Тони Кокрейн (Лео Пенн) из-за наркотического опьянения не может вспомнить события предыдущей ночи, когда он предположительно убил молодую женщину. С помощью своего шурина (Роберт Армстронг) и невесты (Тила Лоринг) он постепенно восстанавливает в памяти картину произошедшего, в итоге разоблачая коварный план опекуна своей невесты, который решил убить шантажировавшую его любовницу, подставив в этом преступлении Тони, к которому ревновал свою воспитанницу. Современный историк кино Боб Порфирио отметил, что фильм «сделан на малом бюджете с неровным и эклектичным визуальным стилем». К жанру нуар он относится прежде всего благодаря сюжету, типичному для произведений американского криминального писателя Корнелла Вулрича, где тот разрабатывает свои «странные идеи о том, как наркотики влияют на человеческую волю». Майкл Кини назвал картину «довольно стандартной вещью», хотя, по его мнению, «ветеран нуара Элиша Кук как всегда доставляет удовольствие». Гленн Эриксон написал, что этот «сделанный на мини-бюджете фильм категории В совсем не плох для первого продюсерского проекта Уолтера Мириша», тем не менее, «эта картина не является самым ярким представителем стиля нуар». По мнению Дениса Шварца, фильм «имеет приятный сумрачный визуальный стиль и обычную для нуара мрачную тему невинного человека, который оказывается в плену обстоятельств вне его контроля. Это небольшой фильм категории В, но в нём есть энергия и живость».
В том же году на дешёвой студии PRC вышел фильм «Тайная миссия Фило Вэнса» (1947) с Аланом Кёртисом в роли «крутого» частного детектива Фило Вэнса, которого нанимает журнальный издатель якобы в качестве технического советника в свой криминальный журнал. На самом деле перед Вэнсом поставлена задача раскрыть убийство бывшего делового партнёра издателя, которое случилось семь лет назад. Когда убивают и самого издателя, Вэнс видит, что практически у каждого, кто с ним контактировал, был свой мотив. В конце концов, с неоднозначной помощью своей прелестной секретарши (Шейла Райан) детективу удаётся раскрыть это дело. Это был четырнадцатый и последний голливудский фильм со знаменитым детективом, созданным писателем С. С. Ван Дайном.
Вскоре на Monogram вышли криминальные комедии Ле Борга «Хулиган» (1948), «Держите этого ребёнка!» (1949) и «Сражающиеся дураки» (1949), героями которых стала популярная в кинематографе того периода подростковая шайка под названием Парни из Тупика.

## Голливудская карьера в 1950—1970-е годы

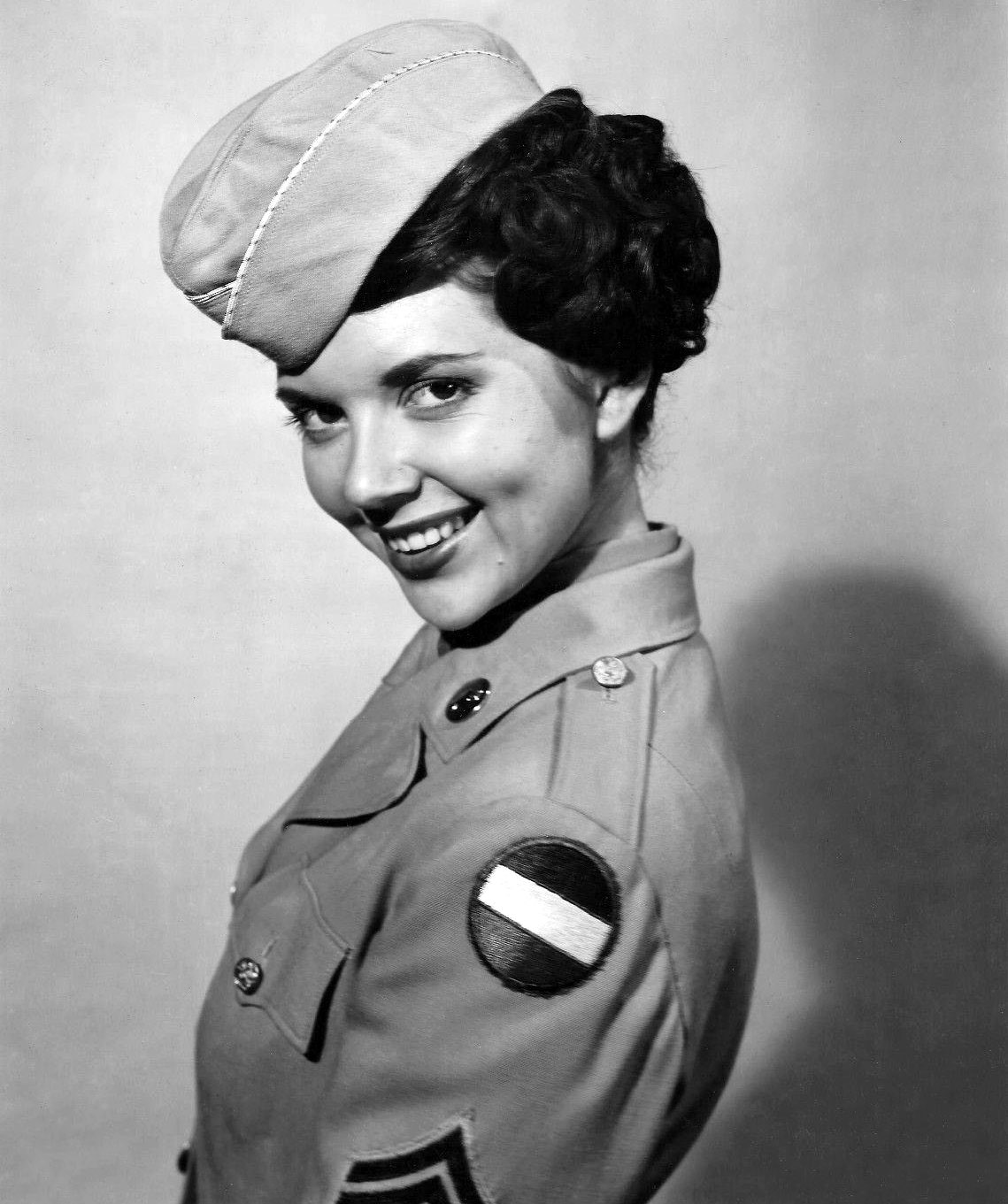
Джин Портер на рекламно фото фильма «Солдат Джейн» (1951)

В 1950 году Ле Борг поставил на студии Universal вестерн «Почта Вайоминга» (1950) со Стивеном Макнэлли и Алексис Смит, а два года спустя — на независимой студии Jack Dietz Productions вышел его фильм нуар «Модельное агентство» (1952) с участием Говарда Даффа и Колин Грей. Последующие картины Ле Борга — спортивная мелодрама «Этот парень Фланаган» (1953) с Барбарой Пейтон, историческая драма «Грехи Иезавели» (1953) компании Lippert с участием Полетт Годдар и Джорджа Нейдера, вестерн «Великий поход Джесси Джеймса» (1953) с Уиллардом Паркером и Пейтон, приключенческая мелодрама «Белый сад» (1954) с Уильямом Ландиганом и Пегги Кастл — не имели особого успеха.
Фильм ужасов «Чёрное бездействие» (1956) стал, по мнению Хэла Эриксона, «одним из самых достойных проектов Ле Борга 1950-х годов». Главный героя фильма, безумный врач (Бэзил Рэтбоун) похищает своих жертв и вскрывает их черепа, чтобы найти способ излечить свою жену от опухоли мозга. Помимо Рэтбоуна в фильме сыграли такие звёзды фильмов ужасов, как Лон Чейни-младший, Джон Каррадайн, Бела Лугоши и Тор Джонсон. Как написал историк фильмов ужасов Том Уивер, «Черное бездействие» следует посмотреть поклонникам картин студии Hammer, которые уверены в том, что фильм «Проклятие Франкенштейна» (1957) первым разрушил целый ряд табу, которые в действительности разрушил этот фильм. Здесь можно услышать звуки колющих ударов и распила, когда доктор (Рэтбоун) вскрывает череп моряка, а затем крупным планом показан обнаженный, сочащейся жидкостью мозг. Фильм содержит также «несколько крепких сцен насилия, включая крупный план кричащего лица Филлис Стэнли, когда её удерживают в горящем камине…».
До конца 1950-х годов Ле Борг выпустил фильм ужасов «Остров вуду» (1957) с Борисом Карлоффом, а также вестерны «Девушки Далтона» (1957) и «Барабаны войны» (1957) с Лексом Баркером.
!960-е годы Ле Борг начал с постановки приключенческого фантастического фильма «Исчезнувший рейс» (1961), в котором трёх ведущих физиков США похищают неизвестные, вероятно, люди из будущего, которые берут с учёных обещание избежать военного применения современных вооружений. Следующий фильм, детектив «Смертельный дуэт» (1962), рассказывал о хорошей и плохой сёстрах-близнецах (Марсия Хендерсон), одна из которых должна получить крупную сумму денег, а другая планирует ими завладеть, используя внешнее сходство.

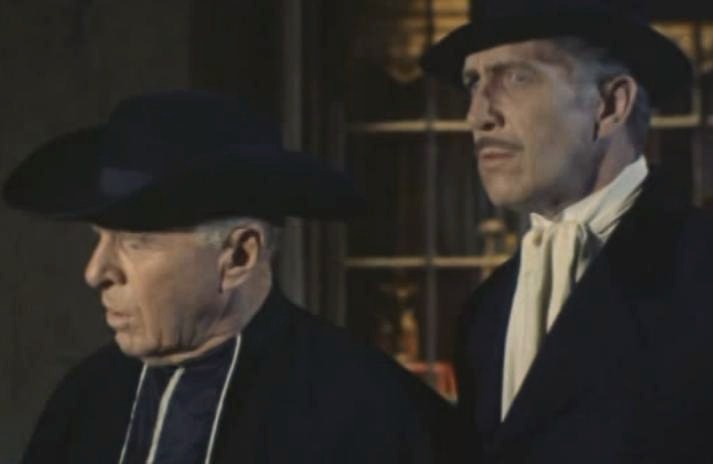
Кадр из трейлера фильмаа «Дневник сумасшедшего» (1963)

Следующий фильм, хоррор «Дневник сумасшедшего» (1963), стал самым успешным у Ле Борга на протяжении 1960—1970-х годов. В этой картине излагается содержание дневника умершего французского магистрата и скульптора-любителя (Винсент Прайс), согласно которому им завладел дух зла, который он именует «хорла». Этот дух, переселившийся в него из приговорённого преступника, побуждает судью отказаться от карьеры и стать скульптором, одновременно толкая добропорядочного судью совершать аморальные и преступные поступки, в частности, в порыве безумия он убивает свою модель (Нэнси Ковак), в которую влюблён. Однако, как отмечено в рецензии в «Нью-Йорк таймс», «человечеству, похоже, ничего не угрожает. Когда мистер Прайс встречает симпатичную модель (Нэнси Ковак), лучшее, что может предложить хорла, — это либо лепить её, либо снять с неё скальп. Даже самое тупое мужское воображение было бы более возбуждено от мисс Ковак, чем от этого». По мнению современного историка кино Денниса Шварца, «это вялая рутинная история ужасов, действие которой происходит во Франции 19-го века. Реджинальд Ле Борг медленно и тяжело ставит эту картину по двум рассказам Ги де Мопассана. Ей не хватает юмора и подлинного ужаса».
Последние фильмы Ле Борга оказались неудачными, несмотря на присутствие в составе известных актёров. В частности, в детективе «Глаза Энни Джонс» (1964) сыграл Ричард Конте, в фильме ужасов «Дом чёрной смерти» (1965) — Лон Чейни-младший, Джон Каррадайн и Андреа Кинг, и в его последнем фильме, «зловещем продукте для драйв-инов» «Такая жестокая, моя сестра» (1973) — Сьюзан Страсберг и Фейт Домерг.

## Карьера на телевидении
С 1953 по 1961 год Ле Борг параллельно работал на телевидении, поставив за восемь лет 46 эпизодов 18 различных телесериалов. Наиболее значимые среди его телеработ — «Театр звёзд „Шлитц“» (1955, 2 эпизода), «Военно-морской журнал» (1955—1956, 2 эпизода), «Телеграфная служба» (1956—1957, 6 эпизодов), «Суд последней надежды» (1957—1958, 12 эпизодов), «Ритмы Бурбон-стрит» (1959, 4 эпизода), «Дни в Долине смерти» (1959, 1 эпизод), «Бронко» (1960, 2 эпизода), «Мэверик» (1960, 1 эпизод), «Сансет-стрип, 77» (1959—1960, 2 эпизода) и «Дело опасного Робина» (1961, 2 эпизода).

## Личная жизнь
Реджинальд Ле Борг был женат, у него был один ребёнок.

## Смерть
Реджинальд Ле Борг умер от инфаркта 25 марта 1989 года в Лос-Анджелесе, по пути на торжественную церемонию в Академию семейного кино и телевидения на программу своего чествования.

## Фильмография
| Год       | Название                            | Оригинальное название           | Фильм / телесериал       | Примечание                                        |
| --------- | ----------------------------------- | ------------------------------- | ------------------------ | ------------------------------------------------- |
| 1934      | Поиски в Стамбуле                   | Stamboul Quest                  | Фильм                    | Помощник режиссёра (в титрах не указан)           |
| 1934      | Одна ночь любви                     | One Night of Love               | Фильм                    | Постановщик оперных сцен (в титрах не указан)     |
| 1935      | Люби меня всегда                    | Love Me Forever                 | Фильм                    | Постановщик оперных сцен                          |
| 1935      | За романтику                        | Here’s to Romance               | Фильм                    | Технический консультант                           |
| 1935      | Мелодия медленно звучит             | The Melody Lingers On           | Фильм                    | Постановщик оперных сцен                          |
| 1936      | Лучшие годы девушки                 | A Girl’s Best Years             | Короткометражный фильм   | Режиссёр                                          |
| 1936      | Дела свинг-банды                    | Swing Banditry                  | Короткометражный фильм   | Режиссёр, сценарист                               |
| 1936      | Нет больше такого места, как Рим    | No Place Like Rome              | Короткометражный фильм   | Режиссёр                                          |
| 1936      | Песнь любви                         | Give Us This Night              | Фильм                    | Постановщик оперных сцен                          |
| 1937      | День на скачках                     | A Day at the Races              | Фильм                    | Постановщик музыкальных сцен (в титрах не указан) |
| 1937      | Доброе старое битьё                 | The Good Old Soak               | Фильм                    | Режиссёр второго состава                          |
| 1938      | Девушка с Золотого запада           | The Girl of the Golden West     | Фильм                    | Режиссёр второго состава (в титрах не указан)     |
| 1938      | Этот особый возраст                 | That Certain Age                | Фильм                    | Режиссёр второго состава (в титрах не указан)     |
| 1938      | Большой вальс                       | The Great Waltz                 | Фильм                    | Режиссёр второго состава (в титрах не указан)     |
| 1939      | У них будет музыка                  | They Shall Have Music           | Фильм                    | Режиссёр второго состава (в титрах не указан)     |
| 1939      | Интермеццо                          | Intermezzo: A Love Story        | Фильм                    | Режиссёр второго состава                          |
| 1940      | Во всём виновата любовь             | Blame It on Love                | Фильм                    | Постановщик музыкальных сцен                      |
| 1940      | Держите этого тигра                 | Hold That Tiger                 | Короткометражный фильм   | Режиссёр                                          |
| 1941      | Тени в свинге                       | Shadows in Swing                | Короткометражный фильм   | Режиссёр                                          |
| 1941      | Однажды летом                       | Once Upon a Summertime          | Короткометражный фильм   | Режиссёр                                          |
| 1941      | Головокружительные дела             | Dizzy Doings                    | Короткометражный фильм   | Режиссёр                                          |
| 1941      | Серенада городского пейзажа         | Skyline Serenade                | Короткометражный фильм   | Режиссёр                                          |
| 1941      | Колокольчики                        | Jingle Belles                   | Короткометражный фильм   | Режиссёр                                          |
| 1942      | Весёлые девяностые                  | Gay Nineties                    | Короткометражный фильм   | Режиссёр                                          |
| 1942      | Веселье в кампусе                   | Campus Capers                   | Короткометражный фильм   | Режиссёр                                          |
| 1942      | Веселье свинга                      | Swing Frolic                    | Короткометражный фильм   | Режиссёр                                          |
| 1942      | Шаркающий ритм                      | Shuffle Rhythm                  | Короткометражный фильм   | Режиссёр                                          |
| 1942      | Весёлые сумасброды                  | Merry Madcaps                   | Короткометражный фильм   | Режиссёр                                          |
| 1942      | Время для мелодии                   | Tune Time                       | Короткометражный фильм   | Режиссёр                                          |
| 1942      | Ритм радуги                         | Rainbow Rhythm                  | Короткометражный фильм   | Режиссёр                                          |
| 1942      | Передай бисквит, Миранди            | Pass the Biscuits, Mirandy      | Короткометражный фильм   | Режиссёр                                          |
| 1942      | Серенада для трубы                  | Trumpet Serenade                | Короткометражный фильм   | Режиссёр                                          |
| 1942      | Шутливый джем-сешн                  | Jivin' Jam Session              | Короткометражный фильм   | Режиссёр                                          |
| 1942      | Серенада в свинге                   | Serenade in Swing               | Короткометражный фильм   | Режиссёр                                          |
| 1942      | Свинг — это то, что надо            | Swing’s the Thing               | Короткометражный фильм   | Режиссёр                                          |
| 1942      | В погоне за блюзом                  | Chasing the Blues               | Короткометражный фильм   | Режиссёр                                          |
| 1942      | Свингующий блюз                     | Swingtime Blues                 | Короткометражный фильм   | Режиссёр                                          |
| 1942      | Лампа памяти                        | The Lamp of Memory              | Короткометражный фильм   | Режиссёр                                          |
| 1942      | Школьная песня                      | The School Song                 | Короткометражный фильм   | Режиссёр                                          |
| 1942      | Серенада Джен Сэвитт в свинге       | Jan Savitt’s Serenade in Swing  | Короткометражный фильм   | Режиссёр                                          |
| 1943      | Праздник хитовых мелодий            | Hit Tune Jamboree               | Короткометражный фильм   | Режиссёр                                          |
| 1943      | Русские празднества                 | Russian Revels                  | Короткометражный фильм   | Режиссёр                                          |
| 1943      | Вызывая доктора Смерть              | Calling Dr. Death               | Фильм                    | Режиссёр                                          |
| 1943      | Она для меня                        | She’s for Me                    | Фильм                    | Режиссёр                                          |
| 1943      | Райская музыка                      | Heavenly Music                  | Короткометражный фильм   | Сценарист                                         |
| 1944      | Глаза мертвеца                      | Dead Man’s Eyes                 | Фильм                    | Режиссёр                                          |
| 1944      | Судьба                              | Destiny                         | Фильм                    | Режиссёр                                          |
| 1944      | Женщина из джунглей                 | Jungle Woman                    | Фильм                    | Режиссёр                                          |
| 1944      | Призрак мумии                       | The Mummy’s Ghost               | Фильм                    | Режиссёр                                          |
| 1944      | Сан Диего, я люблю тебя             | San Diego I Love You            | Фильм                    | Режиссёр                                          |
| 1944      | Странная женщина                    | Weird Woman                     | Фильм                    | Режиссёр                                          |
| 1944      | Музыкальное приключение             | Adventure in Music              | Фильм                    | Режиссёр                                          |
| 1945      | Впереди медовый месяц               | Honeymoon Ahead                 | Фильм                    | Режиссёр                                          |
| 1946      | Джо Палука, чемпион                 | Joe Palooka, Champ              | Фильм                    | Режиссёр                                          |
| 1946      | Маленькая Иодин                     | Little Iodine                   | Фильм                    | Режиссёр                                          |
| 1946      | Сьюзи выходит вперёд                | Susie Steps Out                 | Фильм                    | Режиссёр, сценарист                               |
| 1947      | Приключения Дона Кайота             | The Adventures of Don Coyote    | Фильм                    | Режиссёр                                          |
| 1947      | Козёл отпущения                     | Fall Guy                        | Фильм                    | Режиссёр                                          |
| 1947      | Джо Палука в нокауте                | Joe Palooka in the Knockout     | Фильм                    | Режиссёр                                          |
| 1947      | Тайная миссия Фило Вэнса            | Philo Vance’s Secret Mission    | Фильм                    | Режиссёр                                          |
| 1948      | Джо Палука сражается до безумия     | Joe Palooka in Fighting Mad     | Фильм                    | Режиссёр                                          |
| 1948      | Джо Палука: Победитель забирает всё | Joe Palooka in Winner Take All  | Фильм                    | Режиссёр                                          |
| 1948      | Порт-Саид                           | Port Said                       | Фильм                    | Режиссёр                                          |
| 1948      | Хулиганы                            | Trouble Makers                  | Фильм                    | Режиссёр                                          |
| 1949      | Летающие дураки                     | Fighting Fools                  | Фильм                    | Режиссёр                                          |
| 1949      | Держи этого ребёнка                 | Hold That Baby!                 | Фильм                    | Режиссёр                                          |
| 1949      | Джо Палука: Контрудар               | Joe Palooka in The Counterpunch | Фильм                    | Режиссёр                                          |
| 1950      | Джо Палука: Квадратный круг         | Joe Palooka in The Counterpunch | Фильм                    | Режиссёр                                          |
| 1950      | Почтовый поезд                      | Wyoming Mail                    | Фильм                    | Режиссёр                                          |
| 1950      | Молодой Дэниел Бун                  | Young Daniel Boone              | Фильм                    | Режиссёр, сценарист                               |
| 1951      | Солдат Джейн                        | G.I. Jane                       | Фильм                    | Режиссёр                                          |
| 1951      | Джо Палука и тройной кросс          | Joe Palooka in Triple Cross     | Фильм                    | Режиссёр                                          |
| 1952      | Агентство моделей                   | Models Inc.                     | Фильм                    | Режиссёр                                          |
| 1953      | Опасная блондинка                   | The Flanagan Boy                | Фильм                    | Режиссёр                                          |
| 1953      | Великая облава на Джесси Джеймса    | The Great Jesse James Raid      | Фильм                    | Режиссёр                                          |
| 1953      | Грехи Иезавели                      | Sins of Jezebel                 | Фильм                    | Режиссёр                                          |
| 1953      | Витрина вашего ювелира              | Your Jeweler’s Showcase         | Телесериал (1 эпизод)    | Режиссёр                                          |
| 1954      | Белая орхидея                       | The White Orchid                | Фильм                    | Режиссёр, сценарист, продюсер                     |
| 1955      | Театр звёзд «Шлитц»                 | Schlitz Playhouse of Stars      | Телесериал (2 эпизода)   | Режиссёр                                          |
| 1955      | Сцена 7                             | Stage 7                         | Телесериал (2 эпизода)   | Режиссёр                                          |
| 1955—1956 | Звезда и история                    | The Star and the Story          | Телесериал (2 эпизода)   | Режиссёр                                          |
| 1955—1956 | Военно-морской журнал               | Navy Log                        | Телесериал (2 эпизода)   | Режиссёр                                          |
| 1956      | Черное бездействие                  | The Black Sleep                 | Фильм                    | Режиссёр                                          |
| 1956      | Зал звёзд «Шеврон»                  | Chevron Hall of Stars           | Телесериал (2 эпизода)   | Режиссёр                                          |
| 1956—1957 | Кавалькада Америки                  | Cavalcade of America            | Телесериал (2 эпизода)   | Режиссёр                                          |
| 1956—1957 | Телеграфная службы                  | Wire Service                    | Телесериал (6 эпизодов)  | Режиссёр                                          |
| 1957      | Сестрички Далтон                    | The Dalton Girls                | Фильм                    | Режиссёр                                          |
| 1957      | Остров вуду                         | Voodoo Island                   | Фильм                    | Режиссёр                                          |
| 1957      | Военные барабаны                    | War Drums                       | Фильм                    | Режиссёр                                          |
| 1957—1958 | Суд последней надежды               | The Court of Last Resort        | Телесериал (12 эпизодов) | Режиссёр                                          |
| 1959      | Ритмы Бурбон стрит                  | Bourbon Street Beat             | Телесериал (4 эпизода)   | Режиссёр                                          |
| 1959      | Ритмы Бурбон стрит                  | Sugarfoot                       | Телесериал (1 эпизод)    | Режиссёр                                          |
| 1959      | Дни в Долине смерти                 | Death Valley Days               | Телесериал (1 эпизод)    | Режиссёр                                          |
| 1959—1960 | Сансет-Стрип, 77                    | 77 Sunset Strip                 | Телесериал (1 эпизод)    | Режиссёр                                          |
| 1960      | Мэверик                             | Maverick                        | Телесериал (1 эпизод)    | Режиссёр                                          |
| 1960      | Помощник шерифа                     | The Deputy                      | Телесериал (1 эпизод)    | Режиссёр                                          |
| 1960      | Бронко                              | Bronco                          | Телесериал (2 эпизода)   | Режиссёр                                          |
| 1960      | Аляскинцы                           | The Alaskans                    | Телесериал (1 эпизод)    | Режиссёр                                          |
| 1961      | Исчезнувший рейс                    | Flight That Disappeared         | Фильм                    | Режиссёр                                          |
| 1961      | Дневник сумасшедшего                | Diary of a Madman               | Фильм                    | Режиссёр                                          |
| 1961      | Дело опасного Робина                | The Case of the Dangerous Robin | Телесериал (2 эпизода)   | Режиссёр                                          |
| 1962      | Смертельный дуэт                    | Deadly Duo                      | Фильм                    | Режиссёр                                          |
| 1964      | Глаза Энни Джонс                    | The Eyes of Annie Jones         | Фильм                    | Режиссёр                                          |
| 1965      | Дом чёрной смерти                   | House of the Black Death        | Фильм                    | Режиссёр второго состава                          |
| 1966      | Призрак мумии                       | The Mummy’s Ghost               | Короткометражный фильм   | Режиссёр                                          |
| 1974      | Такая злая, моя любимая             | So Evil, My Love                | Фильм                    | Режиссёр                                          |